# 奥村洋介
奥村 洋介（おくむら ようすけ、1992年10月2日 - ）は日本の男優.京都府出身。なないろ所属。

## 略歴
高等学校教諭一種免許状(数学)　中学校教諭一種免許状(数学)持ちながら、演劇の道へ進む。趣味：サイクリング 企業・ 業界調べ・ビリヤード
何も考えないで直感だけで買う馬券購入 ファッション お笑い
特技：サイフォンでの珈琲抽出 24時間働くことができる 接客(ロールプレイングコンテスト出演)・オーバーリアクション オネエのモノマネ

## 出演

### CM
- 三井住友銀行
- 富士ゼロックス
- JAL 若者役
- アルペン ゴルフ5 ストレートトーク篇
- キャノン CMプレゼント篇 社員役

### 映画
- 海ほたる 中須監督 主演(俊哉役)
- イタズラなKISS 大学生役

### ドラマ
- 行列のできる法律相談所
- 園子温 監督ドラマ
- さよならドビュッシー NTV特番金曜ロードSHOW 舞台鑑賞者役

### 舞台
- 劇団コミカルパニック 旗揚げ公演

### VP
- ALS疾患啓蒙 ランナー役